# Anna Bongiorni
Anna Bongiorni (ur. 15 września 1993) – włoska lekkoatletka specjalizująca się w biegach sprinterskich, olimpijka (2024).
W 2009 odpadła w półfinale biegu na 100 metrów na mistrzostwach świata juniorów młodszych. Podczas eliminacji europejskich do igrzysk olimpijskich młodzieży w 2010 była trzecia w biegu na 100 metrów i wygrała bieg na 200 metrów. Latem 2010 wystąpiła na igrzyskach w Singapurze plasując się indywidualnie na siódmym miejscu w biegu na 200 metrów oraz wraz z koleżankami z reprezentacji Europy zdobyła brązowy medal w sztafecie szwedzkiej. W 2011 została wicemistrzynią Europy juniorek w biegu rozstawnym 4 × 100 metrów. Reprezentantka Włoch w meczach międzypaństwowych.
Medalistka seniorskich mistrzostw Włoch ma w dorobku jeden brązowy medal (Turyn 2011 – bieg na 200 m).
Będąca na drugiej zmianie w sztafecie 4 × 100 metrów, w 2023 roku z wynikiem 42,14 ustanowiła rekord kraju w tej konkurencji.
Rekordy życiowe: bieg na 60 metrów (hala) – 7,24 (2 marca 2018, Birmingham); bieg na 100 metrów – 11,27 (26 czerwca 2021, Rovereto) / 11,25w (2 lipca 2023, Imperia); bieg na 200 metrów – 23,10 (22 maja 2024, Bergen).